# Peringiella
Peringiella là một chi ốc biển nhỏ, là động vật thân mềm chân bụng sống ở biển trong họ Rissoidae.

## Các loài
Các loài trong chi Peringiella gồm có:
- Peringiella denticulata Ponder, 1985[2]
- Peringiella elegans (Locard, 1892)[3]